# Henri Marot
Henri Marot (21 september 1916 – 1944) was een Franse verzetsstrijder die tijdens de Tweede Wereldoorlog een belangrijke schakel vormde in het ondergrondse netwerk Dutch-Paris.

## Biografie
Marot was voor de Tweede Wereldoorlog deurwaarder-griffier bij de rechtbank van Sainte-Croix-Volvestre in het Franse Ariège. In 1939 werd hij geïnterneerd in een Duits krijgsgevangenenkamp, maar vrijgelaten in het kader van de "Relève" van het Vichyregime. Hierin was onder meer bepaald dat de Duitsers één Franse krijgsgevangene vrij lieten in ruil voor drie Franse arbeiders die "vrijwillig" te werk gesteld werden in nazi-Duitsland. Na zijn vrijlating trad hij toe bij de Résistance.
Opererend onder de schuilnaam "Mireille" hielp hij als berggids in de Pyreneeën honderden vluchtelingen de grens tussen het door nazi-Duitsland bezette Frankrijk en de neutrale Spaanse Staat over te steken en zo aan de Duitse bezetter te ontkomen. Onder hen waren, naast Joodse vluchtelingen en repatriërende geallieerde gevechtspiloten, veel Engelandvaarders. Vaak werkte hij hierbij samen met zijn goede vriend Pierre Treillet, bijgenaamd "Palo" en ook met Jean-Louis Bazerque, bijgenaamd "Charbonnier".
Op 6 februari 1944 werd een konvooi vluchtelingen dat Marot als gids begeleidde, bij Col de Portet d'Aspet verraden en bij de Cabane des Evadés door een nazi-patrouille onder vuur genomen. Gevangengenomen vluchtelingen werden naar de Toulousaanse gevangenis Saint Michel gedeporteerd en veel van hen zijn later in concentratiekampen omgekomen. Ter nagedachtenis aan de slachtoffers van het verraad is op initiatief van de Fransman Jean-Louis Béraza (1945-1996) en in samenwerking met nabestaanden, tegenover de Cabane des Evadés waar de razzia plaatsvond, in 1990 een monument opgericht.
Marot stierf in 1944 onder mysterieuze omstandigheden tijdens de bevrijding van de Pyreneeën, vermoedelijk door liquidatie als resultaat van een politiek dispuut binnen de Résistance. In 1948 veroordeelde een Franse rechtbank twee mannen tot dwangarbeid voor deze moord. Uit het arrest blijkt geen motivatie voor de daad.